# 2013 في التشيك
فيما يلي قوائم الأحداث التي وقعت خلال عام 2013 في التشيك.

## أحداث
- 1 يناير – الانتخابات الرئاسية التشيكية 2013

## سياسة

### تعيين في المنصب
- 8 مارس – ميلوش زيمان رئيس جمهورية التشيك.

### انتهاء فترة المنصب
- 7 مارس – فاتسلاف كلاوس رئيس جمهورية التشيك.
- 19 مارس – بيتر نيكاس Minister of Defence of the Czech Republic [الإنجليزية]‏،رئيس وزراء جمهورية التشيك،عضو مجلس النواب جمهورية التشيك.

## أفلام
من الأفلام التي صدرت هذه السنة في التشيك:
- 1 أغسطس – محطم الثلج من إخراج بونغ جون هو.

## وفيات

### فبراير
- 14 فبراير – زدينيك زيكان (مواليد 1937) لاعب كرة قدم تشيكي.
- 18 فبراير – أوتفريد برويسلر (مواليد 1923)[1]